# Grammophon

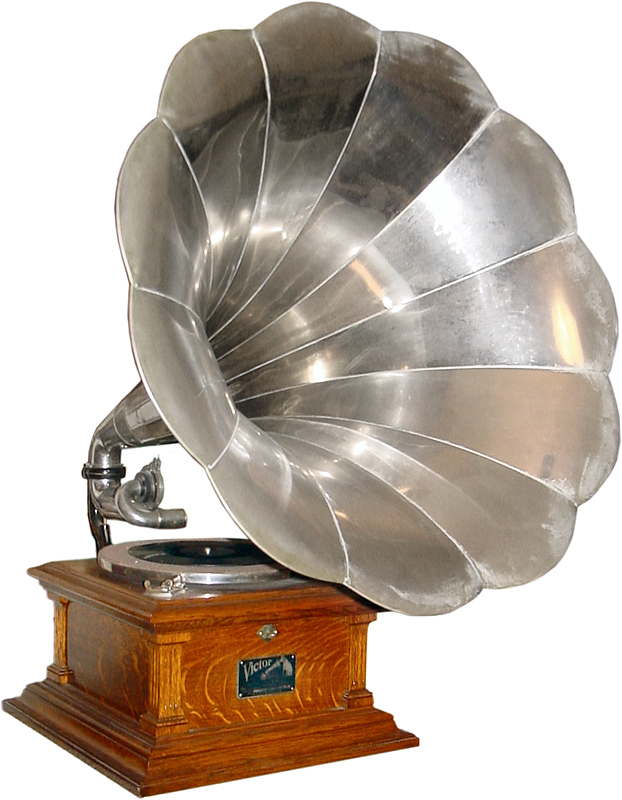
Grammophon Victor III der Victor Talking Machine Co.

Ein Grammophon oder -fon (von altgriechisch γράμμα grámma, deutsch ‚Geschriebenes‘ und φωνή phōnḗ ‚Stimme, Laut, Ton‘) ist ein Gerät zur Aufzeichnung und Wiedergabe von Tönen, das 1887 von Emil Berliner erfunden wurde. Als reines Abspielgerät war es der mechanische Vorläufer des Plattenspielers. Berliner ließ den Namen Grammophon (im englischen Original Gramophone) gesetzlich schützen; er entwickelte sich indes nicht nur im Deutschen zum Gattungsbegriff für alle Apparate ähnlicher Bauart, wobei im amerikanischen Englisch – anders als im britischen – der Vorläuferbegriff des Phonographen stärker bevorzugt wird. Darüber hinaus prägte Berliner auch den Begriff Schallplatte.
Die scheibenförmigen Tonträger für ein Grammophon waren platzsparender als die Phonographenwalzen und ihre Produktionskosten waren viel geringer.
Berliners Erfindung prägte bis in die 1980er Jahre die gesamte Welt der analogen Tonträger. Dies betrifft das Zeitalter der Schellackplatten und auch die daran anschließende Vinyl-Ära (Schallplatten aus Polyvinylchlorid (PVC)).

## Funktionsprinzip

### Schallaufnahme

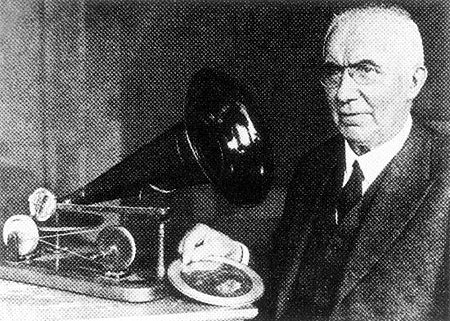
Emil Berliner mit der Urform seines Grammophons und einer Zink-Schallplatte

Zehn Jahre vor Berliners Grammophon hatte bereits der Amerikaner Thomas Alva Edison den Phonographen erfunden – bzw. gleichzeitig zu ihm auch der Franzose Charles Cros ein Gerät, das er Paléophon nannte und das nach demselben Prinzip mit einer Walze als Tonträger funktionierte. Beide verwendeten die Tiefenschrift, während Berliner sich die Seitenschrift patentieren ließ.
Berliners Schallplatte bestand ursprünglich aus einer flachen, wachsbeschichteten Zinkscheibe, welche wie die Walzen für Phonographen einzeln hergestellt werden musste. Zur Aufnahme wurde eine Schalldose über eine Spindel spiralförmig über die Schallplatte geführt. Der durch den Trichter gebündelte Schall bewegte selbst eine Membran, an der wiederum über ein Hebelsystem die Nadel befestigt war. Dadurch wurde im Wachs ein Abbild des Schalls in Form einer seitlich ausgelenkten Rille erzeugt. In einem Säurebad wurde diese in das Zink geätzt. Das Wachs konnte entfernt werden, die Rille blieb dauerhaft erhalten.
Später wurde die Zinkscheibe durch eine Wachsscheibe ersetzt, die abschließend eine feine, elektrisch leitende Schicht aus Graphitpulver oder später Silber erhielt. Von dieser Schallplatte konnte mittels Galvanoplastik eine Negativ-Kopie (erhabene „Rillen“) gefertigt werden – der „Vater“. Vom Vater wurde wiederum galvanoplastisch die „Mutter“ gefertigt, die erstmals angehört werden konnte. Diese diente wiederum zur Herstellung der „Söhne“, die als Matrizen zum Pressen der Schellackplatten dienten.

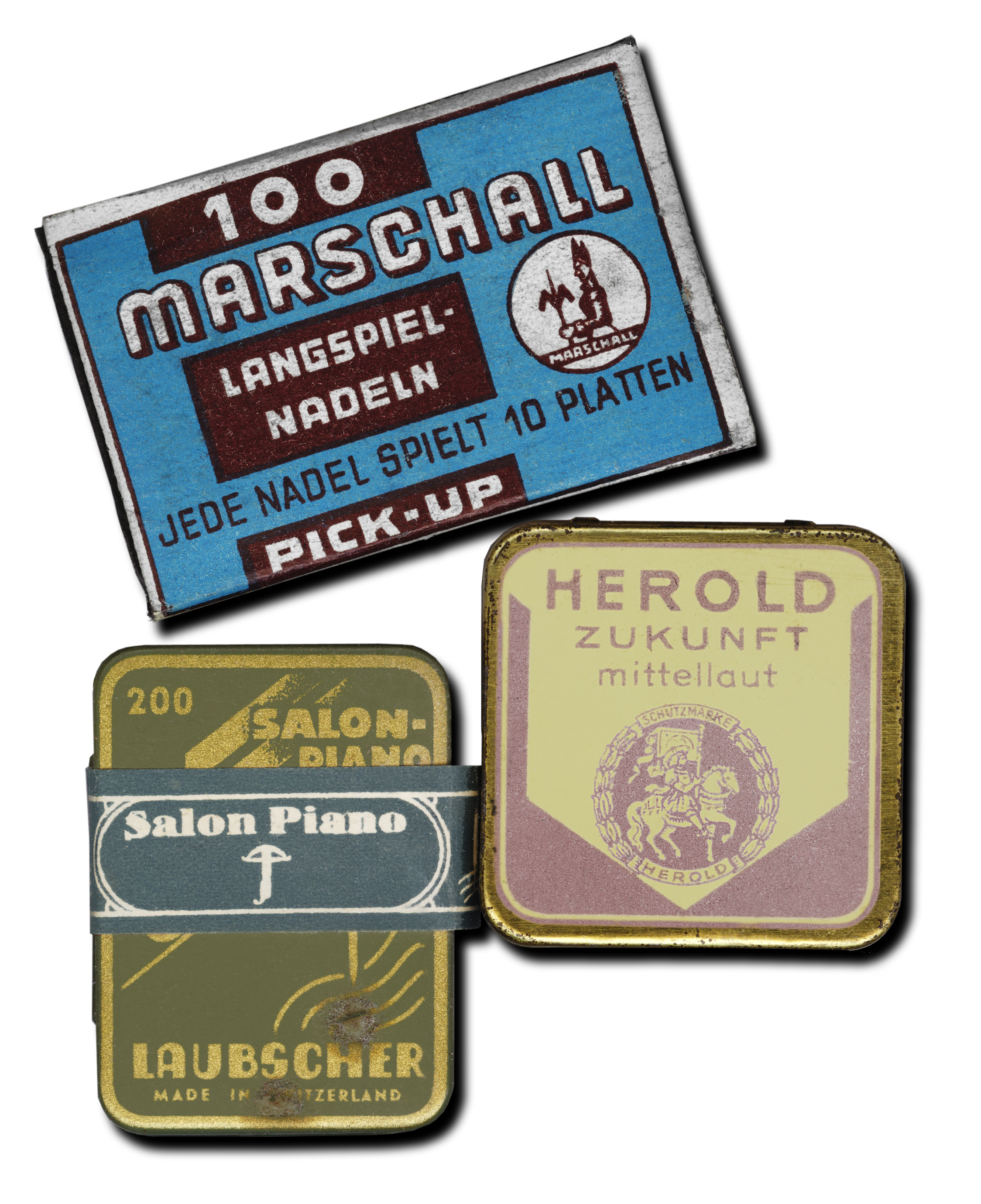
Originalverpackungen für Grammophon-Nadeln

Normale Grammophone waren, im Gegensatz zum Phonographen, nur für die Wiedergabe der Schallaufzeichnung vorgesehen. Dadurch entfiel die Spindel zur Führung der die Membran enthaltenden Schalldose. Die Nadel samt Membran und Rohransatz wird durch die Rille selbst geführt – die Konstruktion war entsprechend einfacher und kostengünstiger.

### Schallwiedergabe
Zur Wiedergabe des Schalls gleitet die Nadel durch die Rille der sich drehenden Schallplatte, wird durch die Wellenlinie der Rille seitlich hin und her bewegt und überträgt diese Bewegungen auf eine Membran. Diese kann nur dann effektiv Schall abstrahlen, wenn sie wie ein Druckkammerlautsprecher einen Impedanzwandler in Form eines Trichters (Exponentialhorn) nachgeschaltet hat. Dadurch kann sie mehr Druck erzeugen, der sich in Lautstärke umwandelt. Die Größe und Form des Trichters hat neben der Güte der Schalldose und der Nadel entscheidenden Einfluss auf die Wiedergabe-Qualität. So können nicht besonders tiefe Frequenzen wiedergegeben werden, da die Membranauslenkung und der Enddurchmesser des Schalltrichters begrenzt sind. Auch besonders hohe Frequenzen können nicht wiedergegeben werden, weil die Nadel mit der Membran den schnellen Bewegungen nicht folgen kann. Es treten weiterhin lineare verzerrende Resonanzen auf: die Nadel mit ihrer Halterung, die Membran und auch der Trichter haben Eigenresonanzen, die auf die Klangfarbe Einfluss nehmen. Ist die Nadel wegen zu hoher Frequenzen oder Amplituden oder wegen zu geringem Auflagedruck nicht in der Lage, der Rille zu folgen, kommt es zu nichtlinearen Verzerrungen (Krächz-Geräusche). Beide Arten der Verzerrung sowie das eingeschränkte Wiedergabe-Frequenzband führen zu der bekannten Klang-Charakteristik von Grammophon-Wiedergaben.

## Die Schallplatten

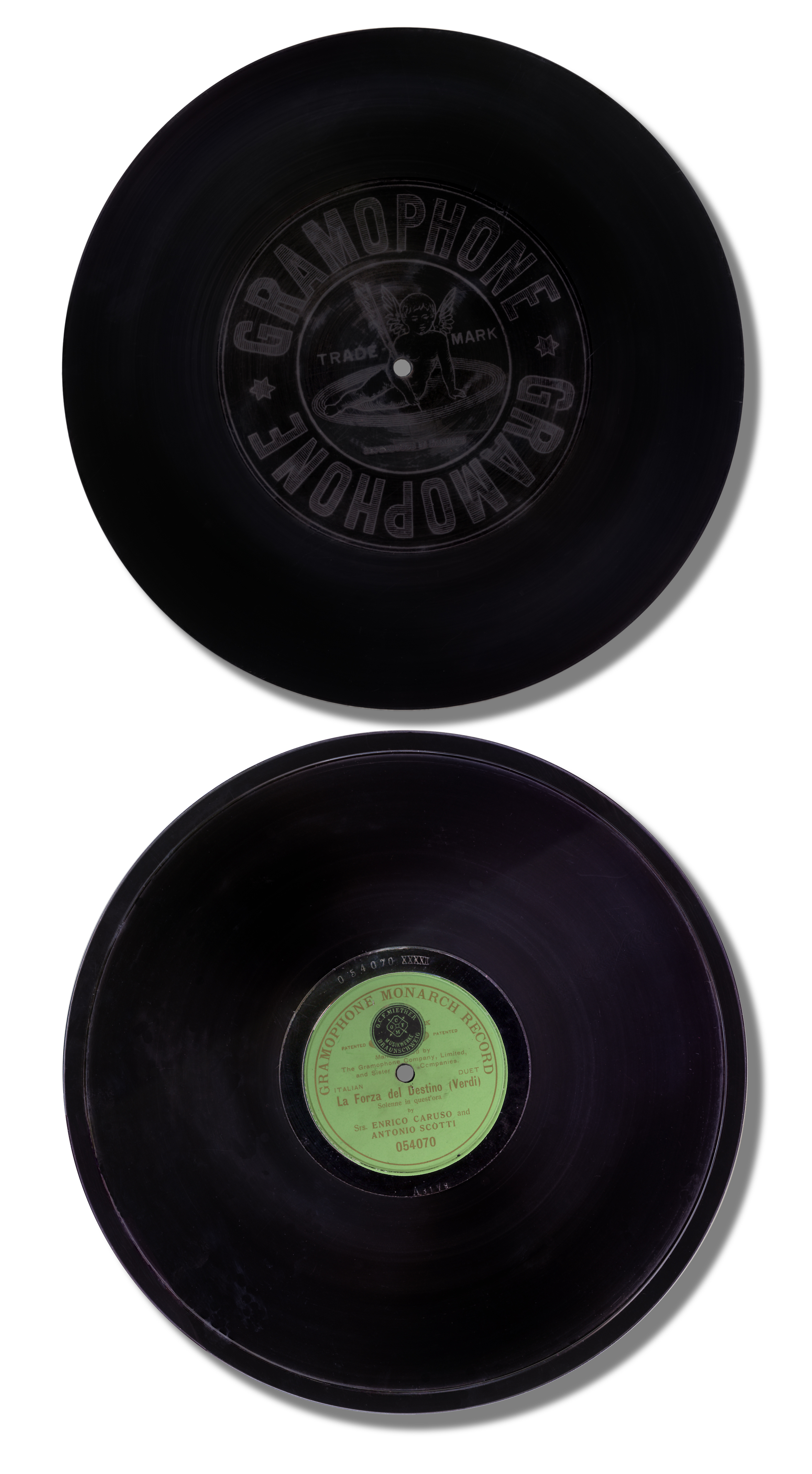
Eine einseitig bespielte, 1908 in Hannover hergestellte Aufnahme mit Enrico Caruso

Den Beginn der Schallplatten-Vervielfältigung kann man im Jahr 1892 ansetzen, als erstmals von Nickel überzogenen Kupfer-Negativplatten Kopien aus vulkanisiertem Gummi (Hartgummi) gepresst wurden. Schellack wurde ab 1895 als Grundstoff in der Plattenindustrie eingesetzt. Schellackplatten bestehen allerdings nicht hauptsächlich aus der namensgebenden Substanz, sondern vor allem aus einer Mischung von Gesteinsmehl, Kohlenstaub und Tierhaaren. Der Schellack wurde lediglich als Bindemittel eingesetzt. Das Material war ursprünglich für die Herstellung von Isolatoren entwickelt worden.
Die frühesten, noch als Spielzeug konzipierten Schallplatten hatten einen Durchmesser von rund 12 cm. Die ersten regulären Schallplatten (wegen der Markenangabe „Berliner’s Gramophone“ als „Berliner-Platten“ bezeichnet) hatten dagegen einen Durchmesser von 17,5 cm und im Übrigen am Anfang noch eine eingravierte Beschriftung anstelle eines Etiketts. Ab 1902 setzte sich die Standardgröße von 25 cm durch (anfangs als „Gramophone Concert Record“ bezeichnet) und wurde kurz darauf durch die 30-cm-Platten ergänzt. Die frühen Platten waren lediglich einseitig bespielt und trugen auf der Rückseite das jeweilige Marken-Symbol, z. B. bei den Platten der Grammophon-Gesellschaft den „schreibenden Engel“. Dies änderte sich erst 1904, als das Unternehmen „International Talking Machine Co.“ mit seiner Marke Odeon erstmals doppelseitige Schallplatten auf der Leipziger Messe vorstellte. Andere Hersteller folgten bis etwa 1908. Allerdings wurden auch danach noch – zum Teil bis in die 1920er Jahre hinein – besonders wertvolle Aufnahmen gelegentlich auf einseitig bespielten Schellackplatten veröffentlicht; vor allem bei längeren Stücken klassischer Musik, die auf mehrere Platten verteilt wurden, ergab es sich mitunter, dass von der letzten Platte nur eine Seite bespielt werden musste und man dann darauf verzichtete, die übriggebliebene Seite mit einem anderen Stück zu füllen.

## Antrieb

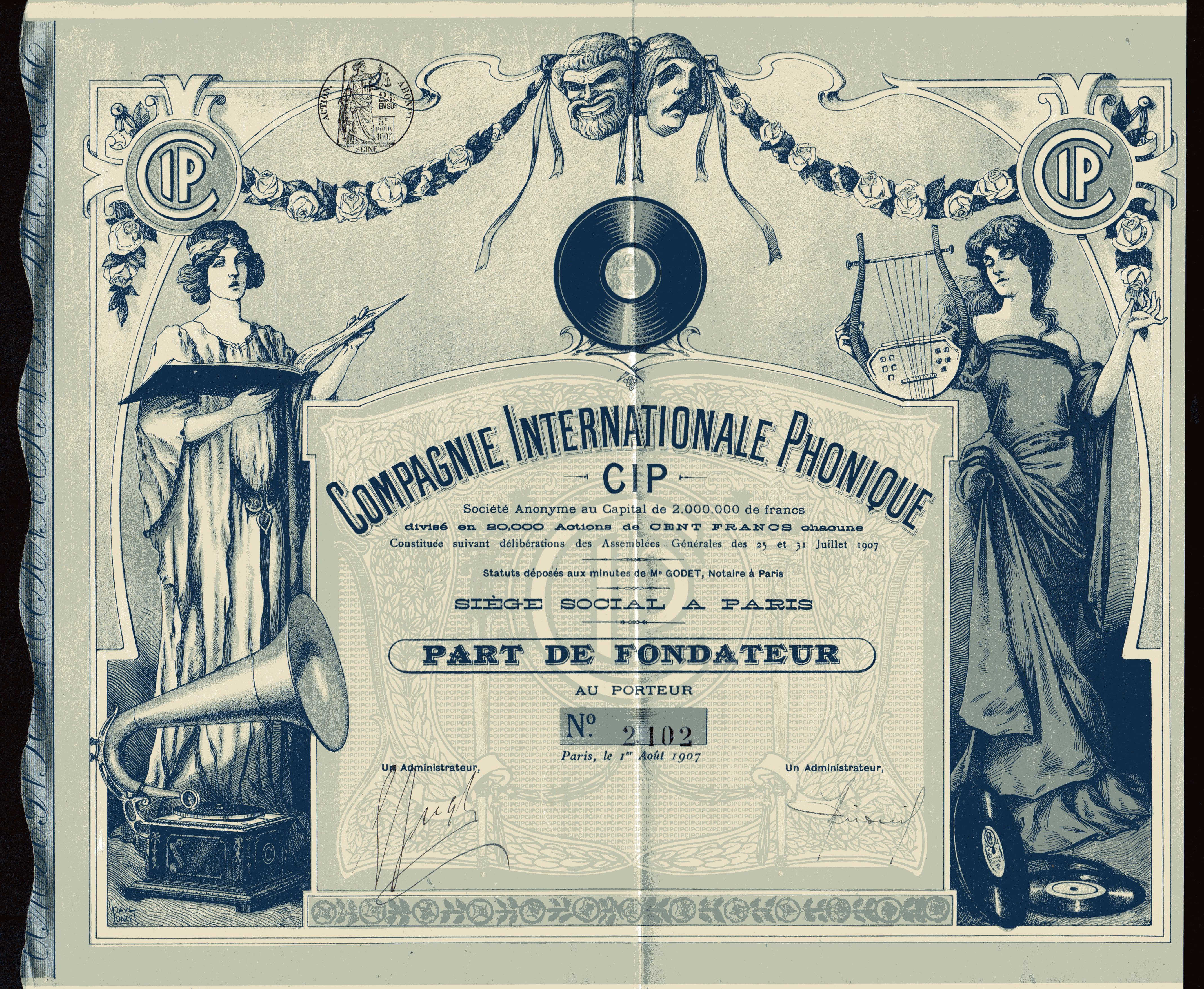
Darstellung eines Grammophons mit Kurbelantrieb auf einem Wertpapier des französischen Schallplatten- und Grammaphonherstellers Compagnie Internationale Phonique aus dem Jahr 1907

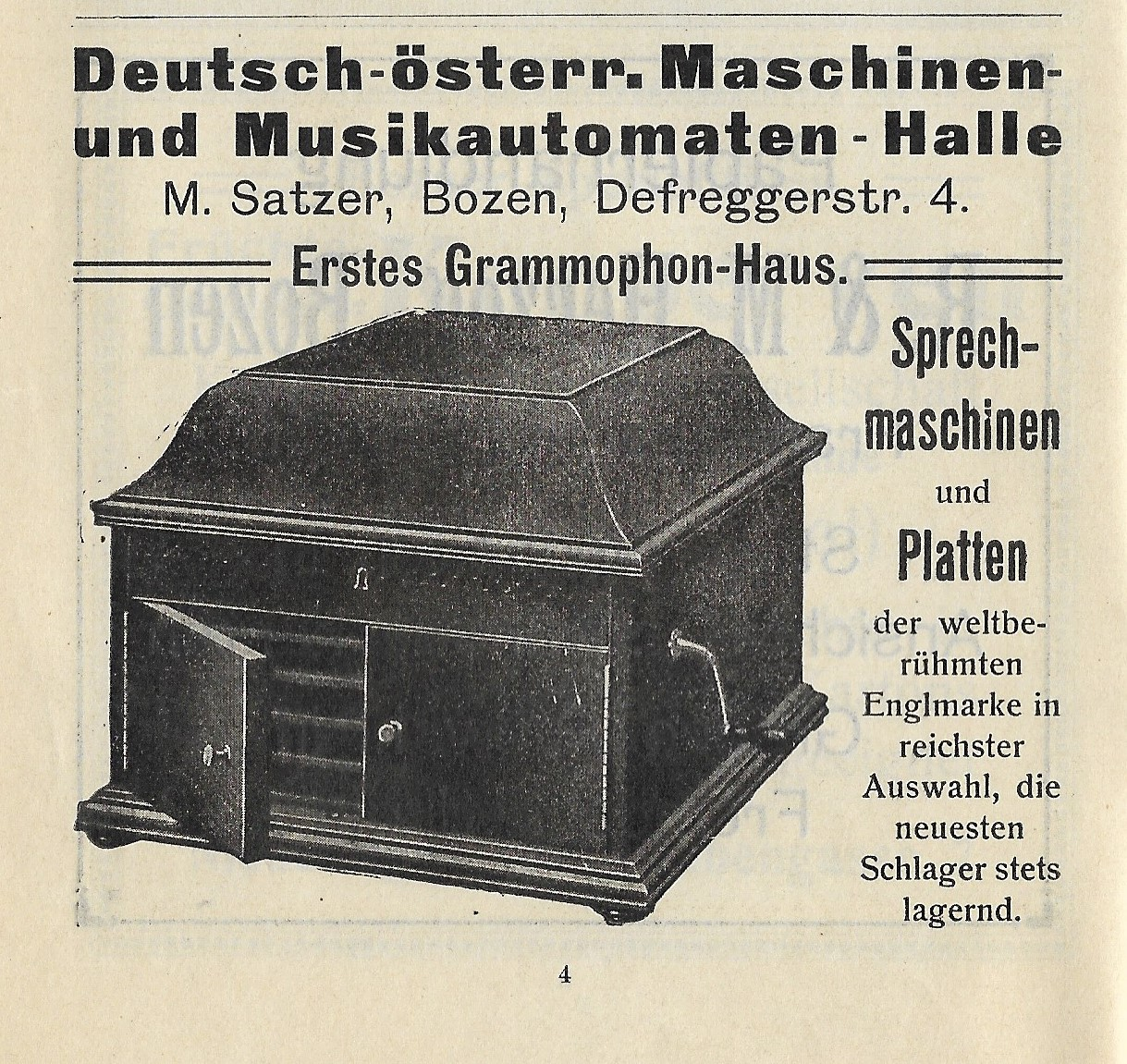
Werbung für Musikautomaten im Pharus-Plan für Bozen-Gries von ca. 1910

Der Antrieb erfolgte anfangs von Hand, später durch Federwerke oder Elektromotoren. Letztere kamen aber erst in den 1920er Jahren verstärkt in Gebrauch, weil es vorher noch zu wenige Haushalte mit Anschluss an das Stromnetz gab.
Die Federwerke waren so ausgelegt, dass sie mindestens eine Plattenseite vollständig mit konstanter Geschwindigkeit abspielen konnten. Teurere Geräte spielten auch zwei oder drei Platten, ohne dass sie zwischendurch wieder aufgezogen werden mussten.
Auch Grammophone mit Heißluftantrieb (Stirlingmotor) wurden gebaut. Von diesen Geräten sind heute nur noch wenige erhalten, da sie einerseits aufgrund von Konstruktionsmängeln leicht Feuer fingen, andererseits auch damals schon recht teuer waren und daher nur wenig Verbreitung fanden. Der große Vorteil war, dass viele Platten hintereinander gehört werden konnten, ohne ein Federwerk zwischendurch erneut aufziehen zu müssen. Aus demselben Grund wurden gelegentlich auch Gewichtsantriebe verwendet, vor allem bei den Aufnahmegeräten im Studio.

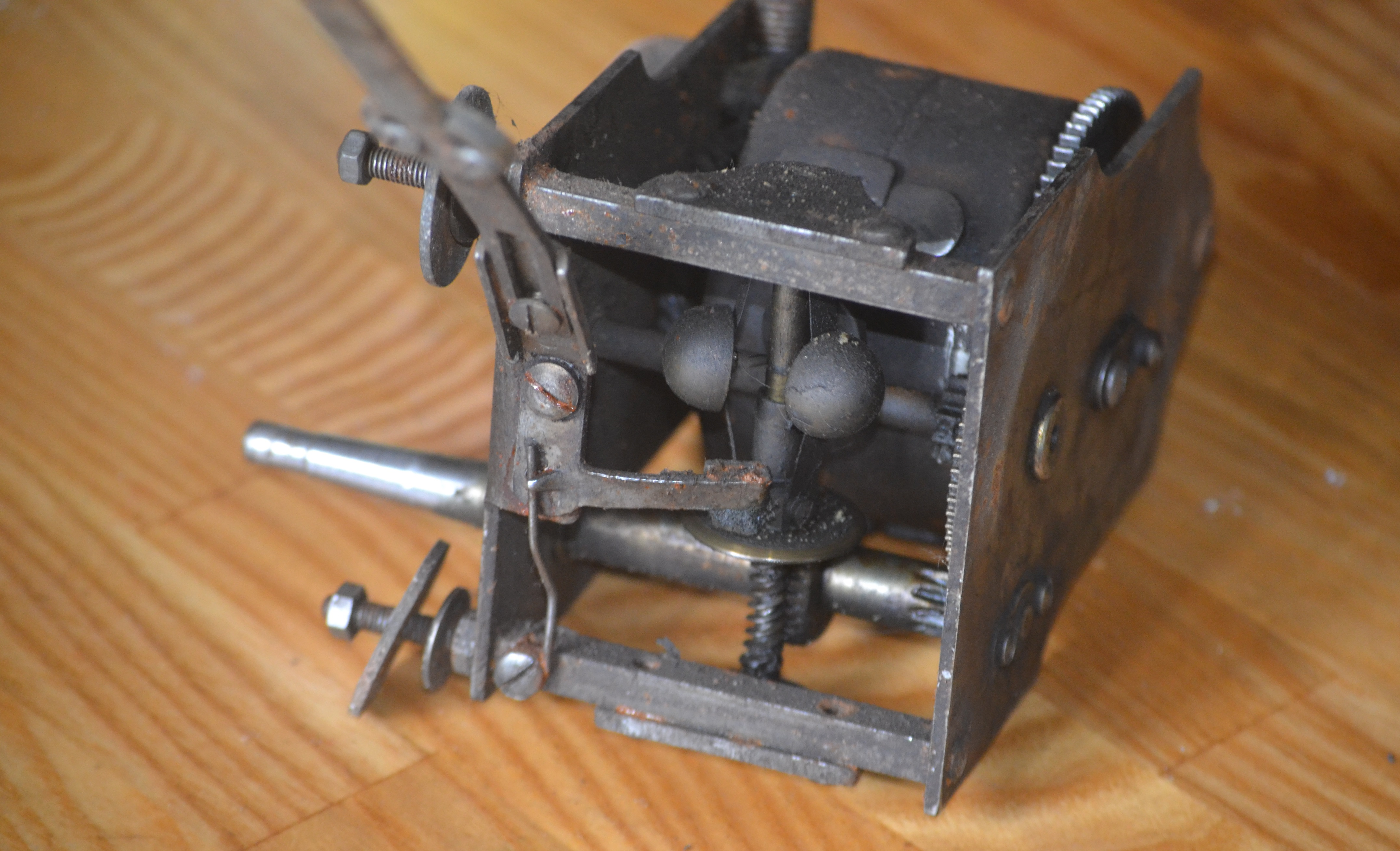
Grammophonantrieb mit Federwerk und Fliehkraftregler. Der Drehzahl-Einstellhebel (nach oben ragend) verstellt den Bremsfilz am Fliehkraftregler

Für den Gleichlauf sorgten Schwungmassen (im Wesentlichen der Plattenteller). Ein Fliehkraftregler bot die Möglichkeit, die Geschwindigkeit fein einzustellen. Diese war je nach Größe der Schallplatten und von Fabrikat zu Fabrikat, nicht selten auch unter den Platten desselben Fabrikats, anfangs sehr unterschiedlich. Die ersten „Berliner-Platten“ mussten mit einer Drehzahl von 70 bis 75/min gespielt werden (was entgegen manchen Angaben in der Literatur durchaus für ca. drei Minuten Spielzeit reichte!), die späteren 25- und 30-cm-Platten mit 75 bis 80/min. Die „Standardgeschwindigkeit“ von 78 Umdrehungen pro Minute wurde erst in den frühen 1920er Jahren als Norm vereinbart. Mehrere Hersteller (z. B. „Columbia“ in Großbritannien) blieben jedoch noch bis ca. 1930 bei 80/min. Diese unterschiedlichen Abspielgeschwindigkeiten müssen bei einer sorgfältigen Überspielung beachtet werden, es sind zahlreiche modernere Tonträger im Umlauf, bei deren Produktion dies nicht beachtet wurde, so dass die Aufnahmen unnatürlich  klingen. Dies betrifft z. B. Enrico Caruso als berühmtesten Star der frühen Schallplatte.

## Bauformen

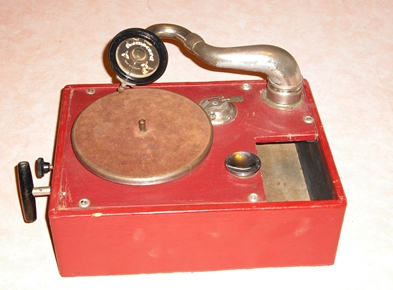
Bausatz-Grammophon der Marke Monochord um 1930

Bei frühen Modellen war die Schalldose unmittelbar am Trichter befestigt und beide auf einer starren Trägerleiste montiert, wodurch das System ein extrem hohes Auflagegewicht hatte. Man nennt diese Grammophone auch Schwenkstab-Grammophone.
Die Kurbel für den ersten serienmäßigen Federmotor befand sich oben, was den Geräten auch den Spitznamen „Kaffeemühle“ einbrachte. Dieser Typ ist auf dem Markenzeichen „Stimme seines Herrn“ bzw. „His Master’s Voice“ abgebildet und daher auch als „Trademark Gramophone“ bekannt. Die senkrecht stehende Kurbel drehte sich beim Abspielen einer Platte mit.
Schnell kam man von dieser Bauform ab, die Kurbel wurde an die Seite verlegt und die Schalldose an einem leichteren Tonarm (eigentlich nur ein Blechrohr) befestigt; dieser war über ein Kugellager mit dem Trichter verbunden. Als nächste Verbesserung wurde in dem Tonarm ein Bügel eingebaut, der ein leichtes Hochklappen der Schalldose und eine deutliche Verringerung des Auflagegewichts bewirkte. Dies war auch für den Wechsel der Nadel hilfreich. Sie war aus Stahl, verschliss durch das nach wie vor relativ hohe Gewicht der Schalldose bereits nach dem Abspielen einer Plattenseite und musste anschließend ausgewechselt werden. Die Nadeln wurden deshalb meistens in Dosen zu 100 oder 200 Stück verkauft. Auch konnte beim Grammophon die Lautstärke lediglich über die Dicke bzw. Länge der gewählten Nadel eingestellt werden. Hierbei kam die unterschiedliche Hebelwirkung zur Membran zum Einsatz.

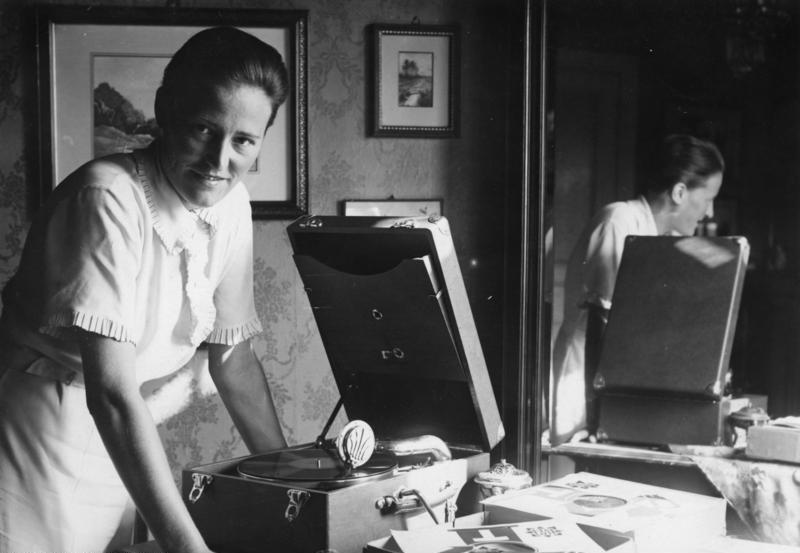
Marga von Etzdorf an einem Koffergrammophon 1932

Da das Prinzip der mechanischen Schall-Reproduktion nur eine begrenzte Lautstärke zuließ, die zwar für normale Räume, nicht aber für größere Säle ausreichte, wurden verschiedene sogenannte Starkton-Geräte entwickelt. Sie waren anstelle einer normalen Schalldose mit einem von der Plattennadel gesteuerten Ventilsystem ausgerüstet, durch das Pressluft oder Kohlendioxid geleitet wurde. Diese Apparate entwickelten eine enorme Lautstärke und konnten somit Konzertorgeln oder kleine Orchester ersetzen, waren aber auch sehr störanfällig.
Ab ungefähr 1910 wurden die heute so beliebten Außentrichter immer mehr als unästhetisch und vulgär empfunden; man begann daher, den Trichter in das Innere eines Schrank- oder Tischgerätes zu verlegen. Durch Holztüren oder drehbare Lamellen vor dem Trichterausgang konnte man bei diesen Geräten einen zusätzlichen Einfluss auf die Lautstärke nehmen. Andere Hersteller verbargen das Grammophon sogar in Lampen, Statuen oder dem „Blumentopf“ künstlicher Pflanzen. Ab dieser Zeit wurden auch die ersten Grammophone mit elektrischem Antrieb hergestellt, bei dem das lästige Aufziehen des Federwerks entfiel. Diese Geräte gehörten zur gehobenen Preisklasse und fanden keine allgemeine Verbreitung, zumal Elektrizität damals noch nicht in jedem Haushalt vorhanden war.
Beliebt waren ab Mitte der 1920er Jahre leicht transportable (und daher auch im Freien, z. B. beim Picknick, verwendbare) Koffergrammophone. Diese hatten in der Regel den Trichter ebenfalls im Gehäuse mit einem Schallaustritt am rückwärtigen Teil des Gerätes, wobei der Deckel als zusätzlicher Reflektor zum Einsatz kam. Häufig befand sich im Deckel ein Fach zur Aufnahme von Platten, die so bruchsicher mitgenommen werden konnten. Daneben gab es auch sehr kleine und kompakte Geräte von oft origineller Bauart, die in einer Dose oder einem kleinen Kasten Platz fanden. Sie mussten allerdings vor Gebrauch erst zusammengesetzt werden und erfüllten oft nur bescheidene Ansprüche an Lautstärke und Klang.
Das Grammophon war für Bastler oder kleine Werkstätten auch in der Form von Einzelteilen oder preisgünstigen Bausätzen erhältlich. Die Technik wurde geliefert; das Gehäuse musste der Käufer nach einer mitgelieferten Vorlage selbst bauen. Viele Musikaliengeschäfte erzeugten auf diese Weise ihre „eigenen“ Geräte.
Die Blütezeit erlebte das Grammophon gegen Ende der 1920er Jahre, danach wurden Schallplatten zunehmend elektrisch abgenommen und über einen elektrischen Verstärker wiedergegeben. Von verschiedenen Herstellern wurden ab dieser Zeit auch Sets angeboten, mit denen ein Grammophon zur elektrischen Tonabnahme umgebaut werden konnte; entweder ersetzte man dabei lediglich die Schalldose durch einen elektrischen Abnehmer oder montierte einen kompletten zusätzlichen Tonarm. Koffergrammophone waren allerdings noch bis in die frühen 1950er Jahre verbreitet. Erst mit Einführung der Singles und LPs aus Vinyl sowie der kleinen, leichten, robusten und stromsparenden Transistorverstärker wurden die Koffergrammophone durch elektrische Koffer-Plattenspieler ersetzt. Schallplatten aus Vinyl können auf einem Grammophon nicht abgespielt werden. Wegen des weichen Materials werden ihre schmalen Rillen von dessen Stahlnadel zerstört.
Heute werden Grammophone auf dem Antiquitätenmarkt gehandelt. Besonders gesucht und entsprechend teuer sind die frühen Trichtermodelle, daher werden gerade von diesen häufig Nachbauten angeboten. Besonders Geräte der Marke „His Master’s Voice“ sind häufig zu finden. Zu beachten ist hierbei, dass vor allem billigere Nachbauten aufgrund unzureichend verarbeiteter Schalldosen den Platten beim Abspielen meist irreparable Schäden zufügen und daher bestenfalls als Dekoration geeignet sind, zudem weisen sie gegenüber „echten“ Geräten oft auch andere Verarbeitungsmängel auf, an welchen Kenner sie leicht als Nachbauten identifizieren können. Solche Geräte sind daher unter Sammlern verpönt und werden oftmals als „Crapophones“ bezeichnet (englisch crap = Mist). Ebenfalls anzutreffen und schwieriger zu erkennen sind Marriagen (französisch marriage = Hochzeit), d. h. Geräte, die aus alten Teilen zusammengefügt wurden. Hier ist die Grenze zwischen legitimer Restaurierung (Ersatz einzelner fehlender Teile durch vom gleichen Hersteller stammende und auch wirklich zum entsprechenden Modell passende Stücke) und unangemessener Praktik (willkürliches Kombinieren von Teilen unterschiedlicher Hersteller und Modelle, ggf. auch umgearbeitet oder mit unpassenden Neuteilen kombiniert) fließend und oft nur mit Fachwissen erkennbar.
Eine der größten deutschen Sammlungen von Phonographen und Grammophonen mit hunderten Exemplaren befindet sich im Besitz des Viersener Sammlers Volkmar Hess. Um diese der Öffentlichkeit zugänglich zu machen, ist ein Teil der Sammlung dauerhaft im Internationalen Phono u. Radio Museum in Dormagen ausgestellt.

## Von der Marke zur Gattung

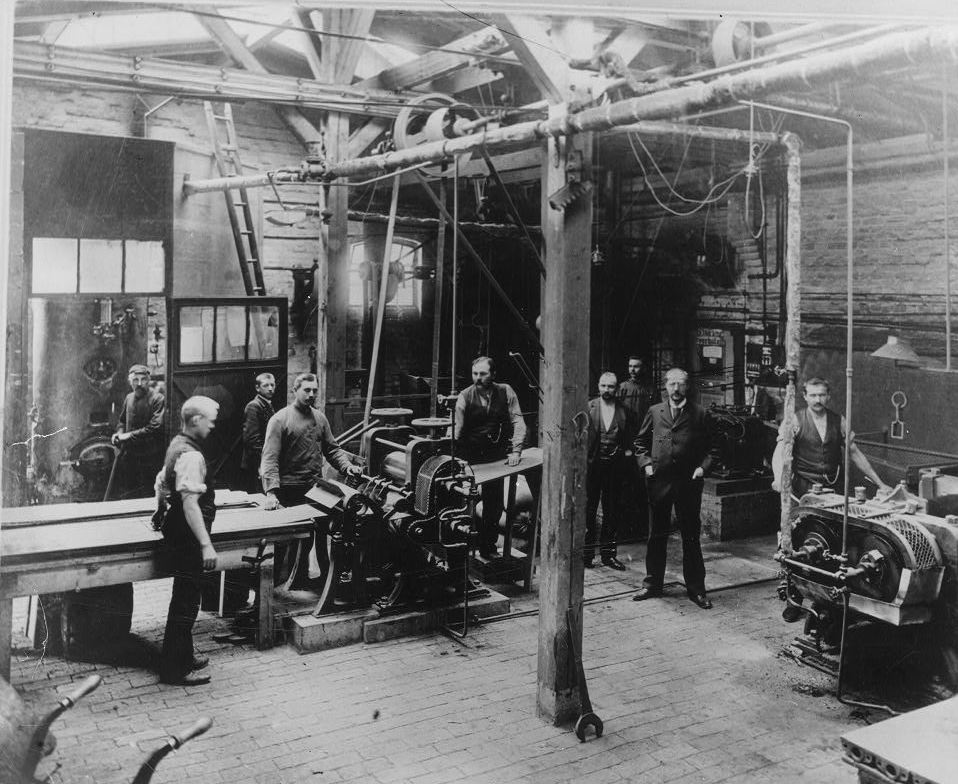
Grammophonfabrik Emil Berliners in Hannover

Mit Berliners Grammophon vergleichbare Abspielgeräte wurden alsbald auch von anderen Firmen unter anderen Markennamen produziert. Zu den ersten gehörten die seit 1899 von der International Zonophone Company des Amerikaners Frank Seaman hergestellten Modelle der Marke Zon-O-Phon, die Funktionalität mit hoher technischer Zuverlässigkeit kombinierten. Seaman war zuvor Berliners Verkaufsleiter gewesen und verließ die Berliner Gramophone Company in einer durch patentrechtliche Auseinandersetzungen ausgelösten Krise. Auch die Firma Parlophone, die damals noch in Berlin saß, gehörte zu den frühen Markenherstellern von Grammophonen.   